# شمال الشرقية (محافظة)
محافظة شمال الشرقية هي إحدى محافظات سلطنة عمان تقع في المنطقة الشرقية في السلطنة، يقدر عدد سكانها حسب إحصاء عام 2010 162,482 نسمة. تتكون المحافظة من سبع ولايات هن: ولاية إبراء، ولاية المضيبي، ولاية بدية، ولاية القابل، ولاية وادي بني خالد وولاية دماء والطائيين وولاية سناو.